# Eleição municipal de Trindade (Goiás) em 2020
A eleição municipal da cidade de Trindade em 2020 ocorreu no dia 15 de novembro (turno único), com o objetivo de eleger um prefeito, um vice-prefeito e 35 vereadores, responsáveis pela administração da cidade de 2021 a 2024. Foi definido o substituto de Jânio Darrot, que assumiu a Prefeitura de Trindade, eleito em 2016.
Originalmente, as eleições ocorreriam em 4 de outubro (turno único), porém, com o agravamento da pandemia do novo coronavírus (SARS-CoV-2), causador da Covid-19, as datas foram modificadas com a promulgação da Emenda Constitucional nº 107/2020.

## Contexto político e pandemia
As eleições municipais de 2020 foram marcadas, antes mesmo de iniciada a campanha oficial, pela pandemia do coronavírus SARS-CoV-2 (causador da COVID-19), o que fez com que os partidos remodelassem suas metodologias de pré-campanha. O Tribunal Superior Eleitoral (TSE) autorizou os partidos a realizarem as convenções para escolha de candidatos aos escrutínios por meio de plataformas digitais de transmissão, para evitar aglomerações que possam proliferar o vírus. Alguns partidos recorreram a mídias digitais para lançar suas pré-candidaturas.
Além disso, a partir deste pleito, será colocada em prática a Emenda Constitucional 97/2017, que proíbe a celebração de coligações partidárias para as eleições legislativas, o que poderia gerar um inchaço de candidatos ao legislativo. Conforme reportagem publicada pelo jornal Brasil de Fato em 11 de fevereiro de 2020, o país poderia ultrapassar a marca de 1 milhão de candidatos a prefeito, vice-prefeito e vereador neste escrutínio.
Em cidades com menos de 200 mil eleitores, como é o caso de Trindade, a eleição é decidida em turno único.

## Candidatos a prefeito
| Número eleitoral | Pré-candidato(a) a prefeito      | Pré-candidato(a) a prefeito | Pré-candidato(a) a prefeito                                                                                               | Pré-candidato a vice-prefeito | Pré-candidato a vice-prefeito |
| Número eleitoral | Nome                             | Partido                     | Último cargo eletivo | Nome                          | Partido                       |
| ---------------- | -------------------------------- | --------------------------- | --- | ----------------------------- | ----------------------------- |
| 12               | George Morais                    | PDT                         | Prefeito de Santa Bárbara de Goiás (1993-1997), Deputado Estadual de Goiás (1999-2001) e Prefeito de Trindade (2001-2008) | Aninha Carvalho               | Solidariedade                 |
| 15               | Antônio Carlos Caetano de Morais | DEM                         | Vereador de Trindade (2008-2012), Deputado Estadual de Goiás (2015-2018)                                                  | Raphael Gratão                | Podemos                       |
| 51               | Marden Júnior                    | Patriota                    | Vereador de Trindade (2017-2020)                                                                                          | Pastor Alcione                | Republicanos                  |
| 55               | Alexandre César                  | PSD                         | — | Mirinho                       | PTB                           |

## Resultados

### Prefeito

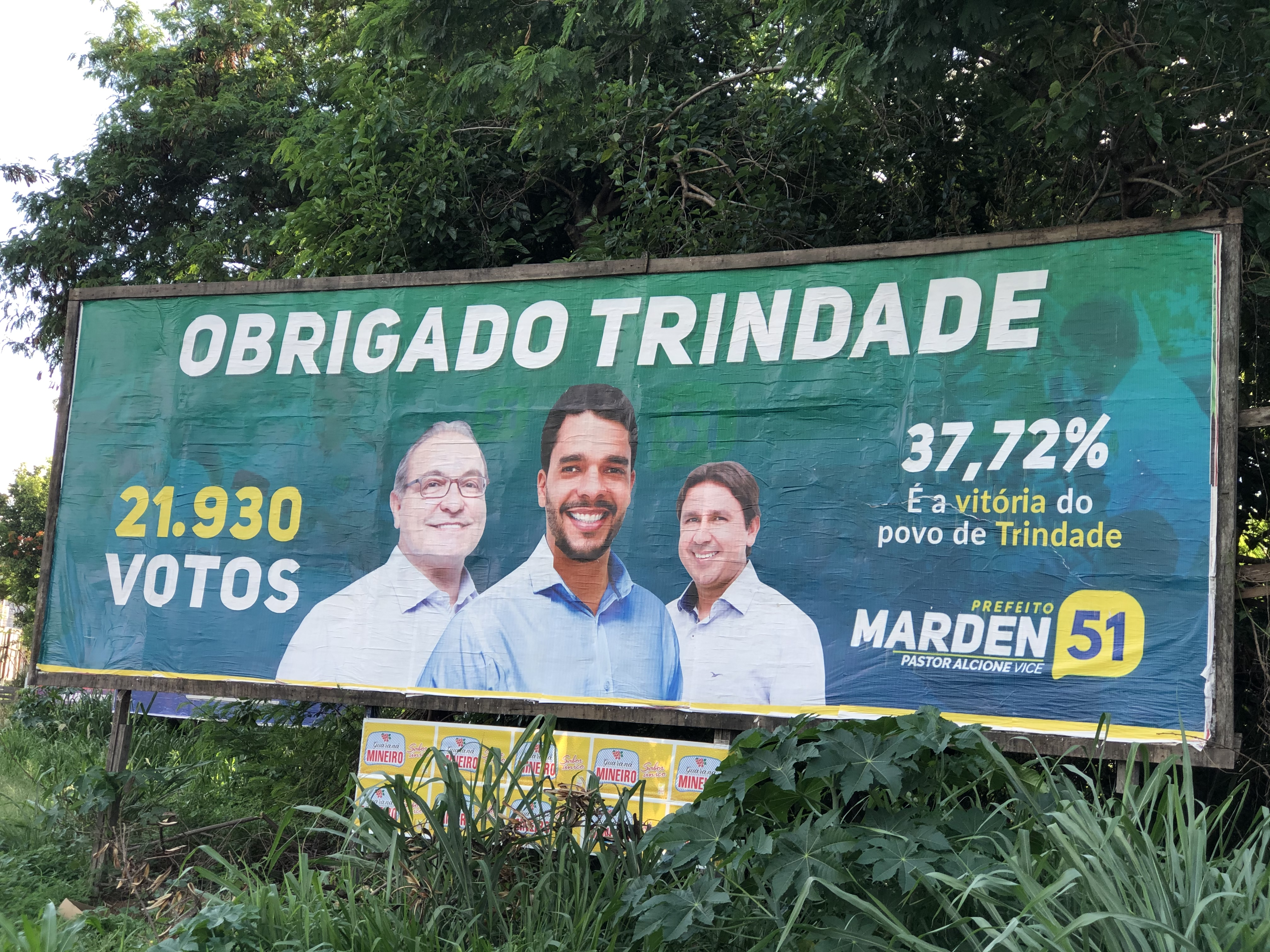
Outdoor de comemoração à vitória de Marden Júnior em Trindade.

No dia 15 de novembro de 2020, Marden Júnior foi eleito prefeito de Trindade, com 37,72% dos votos válidos.
| Candidato(a)             | Vice                            | 1º turno 15 de novembro de 2020 | 1º turno 15 de novembro de 2020 |
| Candidato(a)             | Vice                            | Total                           | Percentagem                     |
| ------------------------ | ------------------------------- | ------------------------------- | ------------------------------- |
| Marden Júnior (Patriota) | Pastor Alcione (Republicanos)   | 21 930                          | 37,72%                          |
| Dr. Antônio (DEM)        | Raphael Gratão (PRTB)           | 16 607                          | 28,57%                          |
| George Morais (PDT)      | Aninha Carvalho (Solidariedade) | 14 942                          | 25,70%                          |
| Alexandre César (PSD)    | Mirinho (PTB)                   | 4 657                           | 8,01%                           |
| Total de votos válidos   | Total de votos válidos          | 58 136 votos                    | 90,44%                          |
| → Votos em branco        | → Votos em branco               | 2 212                           | 3,44%                           |
| → Votos nulos            | → Votos nulos                   | 3 934                           | 6,12%                           |
| Total                    | Total                           | 64 282                          | 100%                            |

### Vereadores eleitos
| Candidato(a)       | Partido      | Votação | Votação     |
| ------------------ | ------------ | ------- | ----------- |
| Candidato(a)       | Partido      | Total   | Porcentagem |
| Johnatan Reis      | DEM          | 1580    | 2,60%       |
| Maurinho de Paula  | DEM          | 1517    | 2,50%       |
| Dr. Dyego          | PSD          | 1271    | 2,09%       |
| Manim do Esporte   | PSD          | 1254    | 2,07%       |
| Bruno Noronha      | DEM          | 1248    | 2,06%       |
| Ferruja            | PSDB         | 1207    | 1,99%       |
| Rildo Ferreira     | Podemos      | 1194    | 1,97%       |
| Weslley Cabeção    | Patriota     | 1188    | 1,96%       |
| Samuel Samuca      | Podemos      | 987     | 1,63%       |
| Nélio Fortunato    | MDB          | 907     | 1,49%       |
| Amigo Leobino      | PSDB         | 899     | 1,48%       |
| Baiano do Esporte  | Republicanos | 796     | 1,31%       |
| Raimundo Neto      | PDT          | 728     | 1,20%       |
| Cleytinho do Flori | PMN          | 631     | 1,04%       |
| Dr. Edson Cândido  | PDT          | 590     | 0,97%       |
| Renato do Mercado  | Patriota     | 538     | 0,89%       |
| Marco Ferreira     | Patriota     | 494     | 0,81%       |
| Márcia do Edmilson | PTB          | 482     | 0,79%       |
| Pastor Zeca        | PP           | 385     | 0,63%       |